# Jean-Baptiste de Lamarck

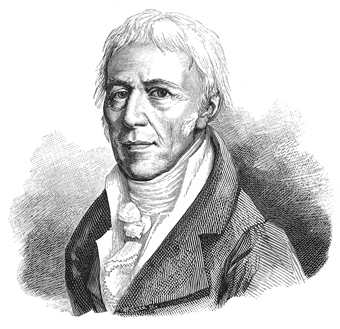
Jean-Baptiste de Lamarck

Jean-Baptiste Pierre Antoine de Monet, Chevalier de Lamarck (* 1. August 1744 in Bazentin-le-Petit (Département Somme); † 18. Dezember 1829 in Paris) war ein französischer Botaniker, Zoologe und Entwicklungsbiologe. Jean-Baptiste de Lamarck, kurz Lamarck, ist der Begründer der modernen Zoologie der wirbellosen Tiere. Er verwendete und definierte zeitgleich mit Gottfried Reinhold Treviranus erstmals in seiner 1802 erschienenen Schrift Hydrogéologie den von Michael Christoph Hanow 1766 eingeführten Begriff „Biologie“ und legte als erster eine ausformulierte Evolutionstheorie vor. Diese umfasst als Hauptprinzip eine gerichtete Höherentwicklung durch wiederholte Urzeugung entstandener Lebewesen, durch die die einzelnen Klassen entstehen; und als Nebenprinzip die seiner Ansicht nach mögliche Vererbung erworbener Eigenschaften, die zur Artenvielfalt (Veränderlichkeit der Tierklassen) führen soll. Nur dieses Nebenprinzip wird seit dem späteren 19. Jahrhundert als Lamarckismus bezeichnet. Sein botanisches Autorenkürzel lautet „Lam.“

## Leben

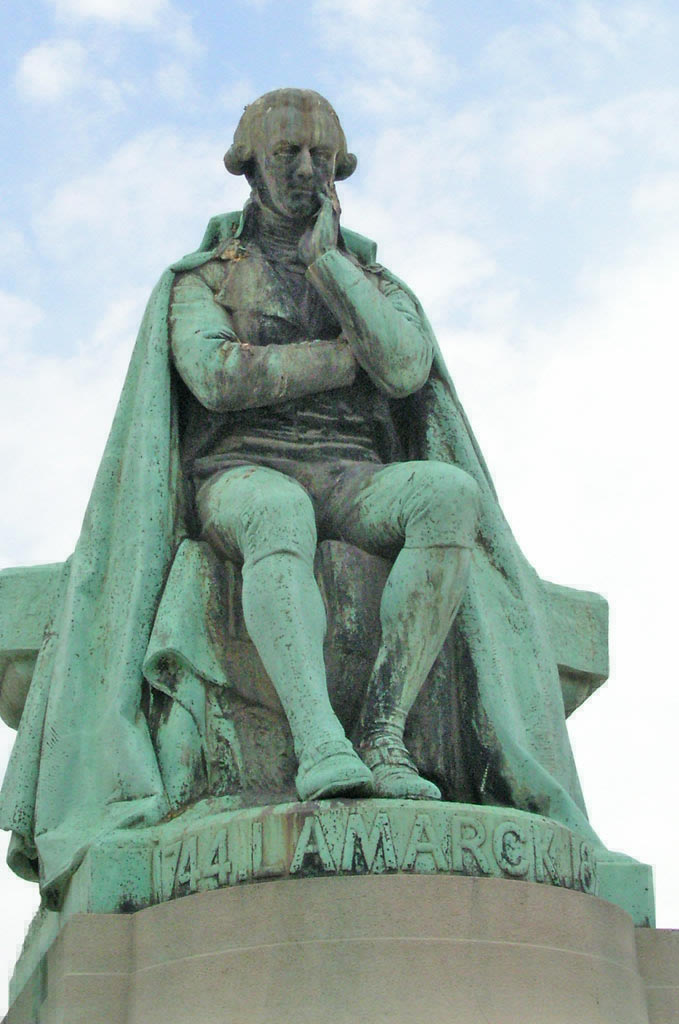
Denkmal in Paris

Lamarck wurde am 1. August 1744 als 11. Kind des Philippe Jacques de Monet de La Marck und der Marie-Françoise de Fontaine de Chuignolles in Bazentin-le-Petit, einem kleinen Ort in der Picardie, geboren. Die Familie gehörte zum niederen Adel und war wenig begütert. Für Jean-Baptiste war eine Laufbahn als Geistlicher vorgesehen, er besuchte ab dem Alter von 11 das Jesuiten-Kolleg in Amiens. Nach dem Tod seines Vaters 1759 ging er jedoch zur Armee. Er nahm am Siebenjährigen Krieg teil und war danach in verschiedenen Forts an der Ostgrenze wie auch an der Mittelmeerküste stationiert. 1768 quittierte er aus gesundheitlichen Gründen (wegen einer „Drüsenerkrankung“) den Militärdienst. In Paris arbeitete er danach in einer Bank und studierte von 1770 bis 1774 Medizin, ohne das Studium abzuschließen. Während des Studiums lernte er die Wissenschaftselite Frankreichs kennen, allen voran die Botaniker Bernard de Jussieu und Antoine-Laurent de Jussieu und den Zoologen Georges-Louis Leclerc de Buffon.
Zu dieser Zeit war Lamarck, der sich ab dem 30. Lebensjahr ganz den Naturwissenschaften (Biologie, Physik, Chemie, Meteorologie und Geologie, vor allem aber der Botanik) widmete, bereits ein Spezialist der französischen Pflanzenwelt, begünstigt auch durch seine zahlreichen Stationierungsorte. In den 1770er Jahren verfasste er eine Flore française (Französische Flora), die 1779 durch Vermittlung Buffons als dreibändiges Werk auf Staatskosten gedruckt wurde. Dieses Werk begründete Lamarcks Ruf als Naturwissenschaftler. Im selben Jahr wurde er in die Pariser Académie des sciences aufgenommen, 1781 wurde er Correspondant am Jardin des Plantes. Da diese Positionen nicht mit einem Einkommen verbunden waren, verdiente er seinen Lebensunterhalt in den 1780er Jahren als Mitarbeiter bei verschiedenen wissenschaftlichen Enzyklopädien: Bei der achtbändigen Encyclopédie méthodique: botanique verfasste er die ersten drei Bände allein, auch am Parallelwerk, dem sechsbändigen Tableau encyclopédique et méthodique des trois règnes de la Nature: botanique (1791–1823) arbeitete er mit. 1788 erhielt er die bescheiden bezahlte Stelle als Kustos des Herbariums am Jardin des Plantes mit dem Titel Botaniste du roi avec le soin et la garde des herbiers.
Bei der Gründung des Muséum national d’histoire naturelle 1793 in Paris wurde der Botaniker Lamarck von dessen erstem Direktor, Louis Jean-Marie Daubenton, mit der Zoologischen Professur für die Linnéschen Tierklassen der Insekten und Würmer betraut. Allerdings hatte er sich bereits einen Namen als Muschelexperte gemacht. Die zweite Zoologie-Professur, jene für die Wirbeltiere, besetzte Daubenton mit dem als Mineralogen bekannten Étienne Geoffroy Saint-Hilaire. Im Alter von 49 Jahren und als Vater von sechs Kindern erhielt Lamarck damit eine gesicherte Position. Zu seinen Aufgaben zählte neben der Organisation und Ordnung der Bestände des Museums auch die wissenschaftliche Lehre. Ein 1798 fertiggestelltes Werk über Muscheln erschien nie.
1801 veröffentlichte er sein erstes wichtiges Werk auf seinem neuen Arbeitsgebiet: Système des animaux sans vertèbres, in dem er den bis heute gebräuchlichen Begriff der Wirbellosen prägte. Zwischen 1815 und 1822 erschien in sieben Bänden die Histoire naturelle des animaux sans vertèbres, die den eigentlichen Beginn der Zoologie der Wirbellosen darstellt. Seit 1808 war er auswärtiges Mitglied der Bayerischen Akademie der Wissenschaften.
Neben der Zoologie beschäftigte sich Lamarck mit einer Vielzahl von Themen, zu denen er auch ausführliche Publikationen vorlegte. So versuchte er eine neue Grundlegung von Chemie und Physik, er wandte sich gegen die von Lavoisier begründete Oxidationschemie, gab 10 Jahre lang meteorologische Jahrbücher heraus und veröffentlichte 1802 in seiner Hydrogéologie eine geologische Theorie, mit der er die Bildung und Gestalt der Erde erklärte. Im selben Jahr legte er in Recherches sur l’organisation des corps vivants seine Ansichten über die physikalisch-chemische Theorie der Lebensvorgänge dar. Mit den beiden Bänden der Introduction à la botanique, die zur 15-bändigen Histoire naturelle des végétaux gehören, veröffentlichte er sein letztes botanisches Werk. 1809 veröffentlichte er in seiner Philosophie zoologique seine Transformationslehre. Seine Arbeiten zur Physik, Chemie, Geologie, Meteorologie und Physiologie sind umfangreicher als die zur Wirbellosen-Zoologie. Sie fanden aber in der Fachwelt keinerlei Anklang, Lamarck fühlte sich deshalb in zunehmendem Maße missverstanden, sogar ausgegrenzt. In späteren Jahren glaubte er an Verschwörungen gegen sich, besonders durch Georges Cuvier. Die letzten zehn Jahre seines Lebens war er erblindet. Lamarck starb verbittert, ohne je vermögend gewesen zu sein, am 28. Dezember 1829 in Paris und wurde in einem Armengrab beigesetzt. Lamarck war dreimal verheiratet und hatte acht Kinder.

## Ehrungen
Der Asteroid Lamarck und der Mondkrater Lamarck sind nach ihm benannt. Gleiches gilt für die Lamarck-Insel in der Antarktis. Auch die Pflanzengattungen Lamarckia Moench aus der Familie der Süßgräser (Poaceae), Markea Rich. aus der Familie der Nachtschattengewächse (Solanaceae), Monetia L’Hér. aus der Familie der Salvadoraceae und Neolamarckia Bosser aus der Familie der Rötegewächse (Rubiaceae) sind nach ihm benannt.

## Werk

### Systematik
Lamarck unterschied in der Systematik zwischen Classification und Distribution: Classification (Einteilung, Zuordnung) ist bei ihm die Identifikation und Unterscheidung von Taxa auf den verschiedenen Rangstufen (Arten, Gattungen, Familien usw.), sowie die Zuordnung eines Taxon zum jeweils höherrangigen. Distribution ist bei Lamarck das Verhältnis verschiedener gleichrangiger Taxa zueinander, ihre affinité (Verwandtschaft), wobei Verwandtschaft damals nicht genealogische Verwandtschaft basierend auf gemeinsamen Vorfahren bedeutete.
Lamarck lehnte die damals weit verbreitete Kontinuität aller drei Naturreiche ab, folgte dem Kontinuitätsprinzip aber innerhalb der drei Reiche (Mineralien, Pflanzen, Tiere): die Kette der Wesen ist durch kontinuierliche Übergänge miteinander verbunden. Lamarck war zudem ein Anhänger des Stufenleiterprinzips, nach dem sich die Taxa dem Grad ihrer Vollkommenheit in einer aufsteigenden Reihe anordnen lassen.
Bei seinen botanischen Arbeiten konnte Lamarck auf bereits vorhandene Klassifikationssysteme zurückgreifen. Wichtige Arbeiten auf diesem Gebiet hatten Joseph Pitton de Tournefort, Carl von Linné, Michel Adanson und Bernard de Jussieu geleistet. Seine Flore Françoise war allerdings eine der ersten systematischen Bestandsaufnahmen einer Regionalflora. Lamarck führte einen diagnostischen Schlüssel ein, der durch dichotomische Unterscheidungen eine einfache Bestimmung der Arten ermöglichte. Die sich aus dem Kontinuitätsprinzip ergebende lineare Anordnung der Taxa stand im Widerspruch zum Sexualsystem Linnés. Dieser Widerspruch zu Linné brachte Lamarck unter anderem die Protektion und Förderung durch Buffon ein. Das Prinzip der Stufenleiter konnte er jedoch in der Botanik nicht umsetzen.
Bei den Wirbellosen bedeutete die Klassifikation den Großteil der Arbeit, da sich Lamarck hier eigentlich auf keine brauchbaren Vorarbeiten stützen konnte, er musste die gesamte Klassifikation selbst erarbeiten. Dabei konnte er auf die großen Sammlungen des Museums zurückgreifen. Linné hatte bei den Wirbellosen nur zwei Klassen unterschieden: die Insekten und die Würmer, letztere eine Restklasse, in der alles versammelt war, was nicht in die anderen Klassen passte. Lamarck verwendete 1795 sechs Klassen, die möglicherweise auf Cuvier zurückgehen: Weichtiere (Mollusken), Krebstiere (Crustaceen), Insekten, Würmer, Stachelhäuter und Zoophyten. Diese Zahl vergrößerte sich 1809 auf zehn Klassen, die ihrerseits wieder stark unterteilt waren: Weichtiere, Rankenfußkrebse, Ringelwürmer, Krebstiere, Spinnentiere, Insekten, Würmer, Strahlentierchen, Nesseltiere (Polypen) und Infusorien. Diese Gliederung blieb für rund ein halbes Jahrhundert der Standard. Lamarck stützte sich dabei auch auf Arbeiten von Kollegen, besonders von Jean Guillaume Bruguière, Guillaume-Antoine Olivier und Georges Cuvier.
Die Anordnung der Tiere stellte Lamarck zunächst als lineare Stufenleiter dar. Später ordnete er sie allerdings mit Verzweigungen an. Er hielt allerdings daran fest, dass die Anordnung nach der Vollkommenheit der Klassen erfolgen müsse. Damit stand er im Widerspruch zu seinem Kollegen am Museum, Cuvier, der das Stufenleiter-Prinzip zu dieser Zeit bereits in Frage gestellt hatte. Das Stufenleiterprinzip war allerdings zu dieser Zeit bereits eine der Grundlagen für Lamarcks Transformationstheorie.

### Physique terrestre
Zwischen 1793 und 1809 veröffentlichte Lamarck mehrere zum Teil mehrbändige Werke, die sich mit Physik, Chemie, Geologie und Meteorologie befassten. Lamarcks Ziel war, in einer dreibändigen Physique terrestre die Prozesse von Lithosphäre, Biosphäre und Atmosphäre darzustellen. Auch seine physikalischen und chemischen Theorien beschäftigten sich weniger mit Grundlagen der Physik und Chemie als mit den grundlegenden Vorgängen in Lithosphäre, Biosphäre und Atmosphäre. Eine seiner chemischen Theorien war, dass alle chemische Verbindungen zum Zerfall neigen. Entstehen könnten Verbindungen nur in lebenden Organismen durch das diesen innewohnende vitale Prinzip. Damit stand Lamarck in der Tradition des Vitalismus. Diese strikte Trennung zwischen unbelebt und belebt führte zum Begriffspaar organisch/anorganisch und auch dazu, dass Lamarck zu denen gehörte, die um 1800 den Begriff Biologie einführten. Dies war nicht nur eine sprachliche Neuerung, sondern fußte auf der  tiefgreifenden Einsicht, dass Pflanzen und Tiere elementare Gemeinsamkeiten aufweisen, die eine Gesamtwissenschaft von den Lebewesen erforderlich macht. Dies ist insofern bemerkenswert, da die auf mikroskopischen Untersuchungen beruhende Zelltheorie, die besagt, dass alle Organismen aus Zellen bestehen, erst später entwickelt werden sollte.  
Die chemische Theorie bedeutete jedoch, dass Leben immer nur aus bereits bestehendem Leben entstehen konnte, eine Urzeugung also unmöglich war. Unabhängig davon postulierte Lamarck jedoch 1801 in Système des animaux sans vertèbres, dass die primitiven Vertreter der Tiere und Pflanzen von der Natur hervorgebracht werden, also durch Urzeugung entstehen. Dies wurde später wichtig für seine Transformationstheorie. Diesen Widerspruch bezüglich der Urzeugung hat Lamarck nie aufgelöst.
Ebenfalls etwa zur Jahrhundertwende akzeptierte Lamarck, dass Arten auch aussterben können. Davor hatte er diese Möglichkeit abgelehnt, da Aussterbeereignisse damals immer mit Katastrophen in Zusammenhang gebracht wurden. Lamarck war jedoch in der Geologie ein Vertreter des Aktualismus und Uniformismus, war also der Ansicht, dass in der Vergangenheit die gleichen geologischen Kräfte in gleichem Ausmaß am Werk waren wie heute.

### Evolutionstheorie
Um 1800 entwickelte Lamarck eine Theorie der Arttransformation – der Veränderlichkeit der Arten – und gilt damit als Begründer einer ersten wissenschaftlichen Evolutionstheorie. Die Denkwege, die ihn dazu führten, sind nicht bekannt, als wichtige Faktoren werden folgende diskutiert: Seine Erkenntnisse als Systematiker, dass sich die Klassen linear nach ihrer Komplexität reihen lassen; sein Wechsel von einer vitalistischen zu einer mechanistischen Physiologie; sich daraus ergebend die Möglichkeit der Urzeugung sowie eine epigenetische Sichtweise der Ontogenie; sein Projekt der Physique terrestre, innerhalb der die Transformation die Erklärung für die Vielfalt der Lebewesen bildete. Ein weiterer Ausgangspunkt war möglicherweise die in den 1790er Jahren in Paris geführte Diskussion, ob Arten aussterben können. Die Veränderlichkeit der Arten war für Lamarck eine Möglichkeit, die von ihm abgelehnte Vorstellung eines Aussterbens einerseits und die Fossilfunde andererseits in Übereinstimmung zu bringen.
Lamarcks Theorie zufolge entstehen die einfachsten Organismen durch Urzeugung. Urzeugung findet auch in der Gegenwart noch statt. Diese Organismen entwickeln sich zu immer komplexeren Formen, wobei der Entwicklung ein Richtungssinn innewohnt: vom Einfachen zum Komplexen. Pflanzen und Tiere haben sich demzufolge unabhängig voneinander entwickelt. Diese Theorie ist auch eine reine Transformationstheorie, sie beinhaltet im Gegensatz zu Darwins Theorie keine gemeinsame Abstammung aller Arten. Die einzelnen Tierklassen sind unabhängig voneinander entstanden. Die Klassen haben gleichartige Vorfahren, die durch die Urzeugung entstandenen Formen, aber keine gemeinsamen Vorfahren. Ihre jeweilige Höherentwicklung verläuft demnach parallel und unabhängig voneinander. Die Höherentwicklung erfolgt aufgrund eines im Organismus angelegten und determinierten Prozesses. Lamarcks Evolution ist also gerichtet, wenn auch nicht auf ein vorherbestimmtes Ziel.
In seiner Philosophie zoologique (1809) stellt Lamarck auch philosophische Überlegungen zu einer möglichen Entstehung der Menschen (bimanes) aus einer „Rasse“ von Affen (quadrumanes) an:

„Wenn in der That irgend eine Affenrace hauptsächlich die vollkommenste derselben, durch die Verhältnisse oder durch irgend eine andere Ursache gezwungen wurde, die Gewohnheit, auf den Bäumen zu klettern und die Zweige mit den Füssen sowohl als mit den Händen zu erfassen, um sich daran aufzuhängen, aufzugeben und wenn die Individuen dieser Race während einer langen Reihe von Generationen gezwungen waren, ihre Füsse nur zum Gehen zu gebrauchen und aufhörten, von den Füssen denselben Gebrauch wie von den Händen zu machen, so ist es nach den im vorigen Kapitel angeführten Bemerkungen nicht zweifelhaft, dass die Vierhänder schliesslich zu Zweihändern umgebildet wurden und dass die Daumen ihrer Füsse, da diese Füsse nur noch zum Gehen dienten, die Entgegenstellbarkeit zu den Fingern verloren. Wenn überdies die Individuen, von denen ich spreche, bewegt durch das Bedürfniss zu herrschen und zugleich weit und breit um sich zu sehen, sich anstrengten, aufrecht zu stehen und an dieser Gewohnheit von Generation zu Generation beständig festhielten, so ist es ferner nicht zweifelhaft, dass ihre Füsse unmerklich eine für die aufrechte Haltung geeignete Bildung erlangten, dass ihre Beine Waden bekamen und dass diese Thiere dann nur mühsam auf den Händen und Füssen zugleich gehen konnten.“

Die Vielfalt der Arten und die Abweichungen von der reinen Stufenfolge erklärte Lamarck mit einem zweiten Mechanismus, der als Nebenprinzip zur Höherentwicklung fungiert: veränderte Umweltbedingungen veranlassen die Tiere zu veränderten „Gewohnheiten“ (habitudes), die zu verändertem Gebrauch von Organen führen. Der veränderte Gebrauch führt zu Modifikationen des Organs, die auf die Nachkommen vererbt werden. Dieses Nebenprinzip wurde nicht von Lamarck entwickelt; die Vererbung erworbener Eigenschaften war im 18. und auch noch 19. Jahrhundert weithin anerkannt. Alleine dieser Teil von Lamarcks Evolutionstheorie, die Vererbung erworbener Eigenschaften, wurde in späterer Folge als Lamarckismus bezeichnet.
Erst 1876 wurde die Zoologische Philosophie von Lamarck in deutscher Sprache veröffentlicht, wohl als Folge der durch das Werk Charles Darwins stark gestiegenen Beachtung des Evolutionsgedankens (bereits 1875 begann eine Gesamtausgabe von Darwins Werken auf Deutsch zu erscheinen, also noch zu Darwins Lebzeiten).

## Schriften (Auswahl)
- Flore Française: Ou Descriptions Succinctes De Toutes Les Plantes Qui croissent naturellement En France; Disposée selon une nouvelle méthode d’Analyse, et à laquelle on a joint la citation de leurs vertus les moins équivoques en Médicine, et de leur utilité dans les Arts. Paris 1778.
- Encyclopédie Méthodique: Botanique. Paris 1783–1808 – Band 1 bis 3 von insgesamt 8 Bänden (biodiversitylibrary.org).
- Mémoires de physique et d’histoire naturelle, établis sur des bâses de raisonnement indépendantes de toute théorie; avec l’exposition de nouvelles considérations sur la cause générale des dissolutions; sur la matière du feu; sur la couleur des corps; sur la formation des composés; sur l’origine des minéraux; et sur l’organisation des corps vivans. Paris 1797.
- Système des animaux sans vertèbres, ou Tableau général des classes, des ordres et des genres de ces animaux présentant leurs caractères essentiels et leur distribution, d’après la considération de leurs rapports naturels et de leur organisation, et suivant l’arrangement établi dans les galeries du Muséum d’Hist. Naturelle, parmi leurs dépouilles conservées. Paris 1801.
- Hydrogéologie ou recherches sur l’influence qu’ont les eaux sur la surface du globe terrestre; sur les causes de l’existence du bassin des mers, de son déplacement et de son transport successif sur les différens points de la surface de ce globe; enfin sur les changemens que les corps vivans exercent sur la nature et l’état de cette surface. Paris 1802 (lamarck.cnrs.fr [PDF; 1,1 MB]; Textarchiv – Internet Archive).
- Recherches sur l’organisation des corps vivans: et particulièrement sur son origine …: précédé du discours d’ouverture du cours de zoologie donné dans le Muséum national d’histoire naturelle, l’an X de la République. Paris 1802.
- Mémoires sur les fossiles des environs de Paris comprenant la détermination des espèces qui appartiennent aux animaux marins sans vertèbres, et dont la plupart sont figurés dans la collection des vélins du Muséum. Paris 1802.
- Philosophie zoologique, ou, Exposition des considérations relative à l’histoire naturelle des animaux. Paris 1809 (deutsche Übersetzung von Arnold Lang: Jena 1876).
  - Reprint als Zoologische Philosophie (= Ostwalds Klassiker der exakten Wissenschaften. Band 277/279). Verlag Harri Deutsch, Frankfurt am Main 2002, ISBN 3-8171-3409-6, urn:nbn:de:hebis:30:3-91710.
- Histoire naturelle des animaux sans vertèbres présentant les caractères généraux et particuliers de ces animaux, leur distribution, leurs genres, et la citation des principales espèces qui s’y rapportent: précédée d’une introduction offrant la détermination des caractères essentiels de l’animal, sa distinction du végétal et des autres corps naturels: enfin, l’exposition des principes fondamentaux de la zoologie. Paris 1815–1822.
- Système Analytique des Connaissances Positives de l’Homme. L’auteur, Paris 1820 (lamarck.cnrs.fr).
- Alfred Giard (Hrsg.): Discours d’ouverture [des cours de zoologie donnés dans le Muséum d’histoire naturelle, an VIII, an X, an XI et 1806]. Paris 1907 (gallica.bnf.fr).

## Belege
- Wolfgang Lefèvre: Jean Baptiste Lamarck. In: Ilse Jahn, Michael Schmitt: Darwin & Co. Eine Geschichte der Biologie in Portraits. Band 1. C.H. Beck, München 2001, ISBN 3-406-44642-6, S. 176–201.

## Weiterführende Literatur
- Madeleine Barthélémy-Madaule: Lamarck ou le mythe du précurseur. Éditions du Seuil, Paris 1979, ISBN 2-01-005239-3.
- Richard W. Burkhardt: Lamarck, evolution, and the politics of science. In: Journal of the History of Biology. Band 3, Nr. 2, 1970, ISSN 0022-5010, S. 275–298, doi:10.1007/BF00137355.
- Richard W. Burkhardt: The Spirit of System. Lamarck and Evolutionary Biology. Harvard University Press, Cambridge MA 1977, ISBN 0-674-83317-1 (2nd print. Now with „Lamarck in 1995“. Ebenda 1995).
- Leslie J. Burlingame: Lamarck, Jean-Baptiste. In: Charles C. Gillispie (Hrsg.): Dictionary of Scientific Biography. Band 7: Iamblichus – Karl Landsteiner. Charles Scribner’s Sons, New York NY 1973, ISBN 0-684-10118-1, S. 584–594.
- Pietro Corsi: Lamarck. Genèse et enjeux du transformisme. 1770–1830. CNRS Éditions, Paris 2001, ISBN 2-271-05701-9.
- Pietro Corsi, Jean Gayon, Gabriel Gohau, Stéphane Tirad: Lamarck, philosophe de la nature. Presses Universitaires de France, Paris 2006, ISBN 2-13-051976-8.
- Yves Delange: Lamarck. Sa vie, son œuvre. Actes Sud, Arles 1984.
- Alain Delaunay: Lamarck et la naissance de la biologie. In: Pour la Science. Nr. 205, November 1994, ISSN 0153-4092, S. 30–37 (sniadecki.wordpress.com).
- Ludmilla J. Jordanova: Lamarck. Oxford University Press, Oxford u. a. 1984, ISBN 0-19-287588-4.
- Léon Szyfman: Jean-Baptiste Lamarck et son époque. Masson, Paris u. a. 1982, ISBN 2-225-76087-X.
- Goulven Laurent (Hrsg.): Jean-Baptiste Lamarck (1744–1829). Éditions du CTHS, Paris 1997, ISBN 2-7355-0364-X.
- Bernard Mantoy: Lamarck. Choix de textes, bibliographie, illustrations (= Savants du monde entier. 36, ZDB-ID 1088216-9). Éditions Seghers, Paris 1968.
- Alpheus S. Packard: Lamarck. The Founder of Evolution. His life and work. With translations of his writing on organic evolution. Longmans, Green, and Co., New York NY u. a. 1901, (Textarchiv – Internet Archive).